# إلين باري
إلين باري (بالإنجليزية: Elaine Barrie)‏ هي ممثلة أمريكية، ولدت في 16 يوليو 1915 في نيويورك في الولايات المتحدة، وتوفيت في 1 مارس 2003 بسبب مرض.

## وصلات خارجية
- إلين باري على موقع IMDb (الإنجليزية)
- إلين باري على موقع أول موفي (الإنجليزية)
- إلين باري على موقع قاعدة بيانات برودواي على الإنترنت (الإنجليزية)
- إلين باري على موقع قاعدة بيانات برودواي على الإنترنت (الإنجليزية)
- إلين باري على موقع قاعدة بيانات الأفلام السويدية (السويدية)
- إلين باري على موقع قاعدة بيانات الفيلم (الإنجليزية)
- إلين باري على موقع كينوبويسك (الروسية)